# مصاوغ صنوي

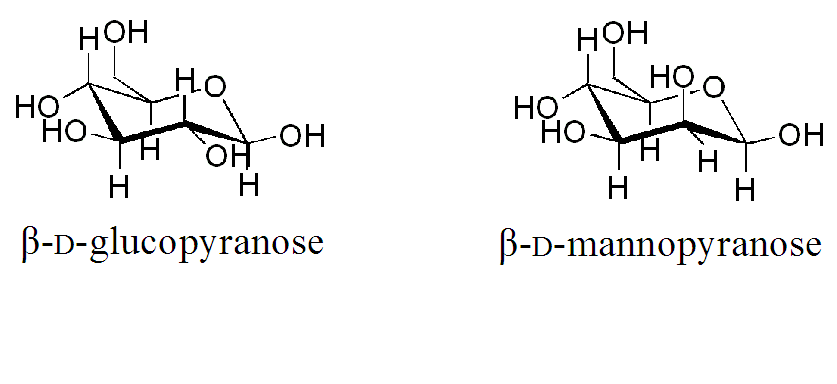

المصاوغ الصنوي أو المماكب الصنوي (Epimer) هو أحد فروع التزامر الفراغي، أو المتزامرات التي لها نفس نوع الترابط رابطة-رابطة، وليست نفس المركب. وتتضمن المتزامرات الفراغية المقابلات الضوئية ، مقابل غير ضوئي، وكلاهما يحتوى على مركز كربوني كايرال (بإستثناء المتزامرات الفراغية، والتي تنتمى إلى أضداد المقابلات الضوئية).
وفي الكيمياء، يكون الصنو تزامر فراغي له تركيب مختلف عند مركز أو أكثر من مراكز الكربون الكايرال. وعندما يساهم الصنو في تكون مركب حلقي فإنه يسمى أنومير.
فمثلا السكر ألفا-جلوكوز، بيتا-جلوكوز صنوان. ففى ألفا-جلوكوز تكون مجموعة –OH على أول ذرة كربون أنوميرية في اتجاه معاكس لمجموعة الميثيل. بينما في البيتا-جلوكوز تكون مجموعة –OH موجهة في نفس اتجاه مجموعة الميثيل.